# Migració del pírcing
La migració del pírcing és el procés que es produeix quan una perforació es desplaça des de la seva ubicació inicial. Aquest procés pot ser dolorós o passar desapercebut fins que hagi progressat. Amb el temps, una joia pot migrar completament fora de la pell, tot i que només pot migrar poc i aturar-se.

## Causes potencials i efectes de la migració
Els efectes de la migració poden variar àmpliament. La forma més comuna de migració és la forma en què les arracades de gran calibre migren cap avall, cap a fora del lòbul de les orelles, com és habitual en les dones grans que han portat arracades la major part de les seves vides. Es coneix com a «efecte de tallar formatge», ja que la seva acció es compara fàcilment amb el mètode de tallar el formatge amb un fil fi. La joieria contemporània de pírcing corporal i auditiva és molt més equilibrada en la seva relació entre pes i mida, tot i que la migració encara és possible amb joies pesades, encara que sigui de gran calibre.
El moviment de la zona perforada també pot provocar migracions, però no és probable. De vegades, això pot ocórrer sense crear una ferida oberta, ja que la fístula s'estén en una direcció i el teixit s'omple darrere. Això és freqüent amb pírcings a la llengua, tot i que la migració sol parar abans que la joia surti del cos.
El dany al teixit que envolta la perforació també pot causar migració. Una perforació danyada, igual que una perforació fresca, ha de curar la fístula que la travessa, i les joies poden començar a migrar cap a la direcció de la ferida, perjudicant encara més la fístula mentre es mou. Si la fístula sana, la migració pot aturar-se, tot i que pot continuar migrant, ja que és possible que la zona de teixit guarit no sigui tan forta com la fístula original.
La migració també pot ser causada pel fet que el cos rebutgi el material del qual està feta la joieria. Igual que un resquill o un altre objecte estrany, el cos intentarà treure el material estrany, especialment si irrita el teixit circumdant. La joieria contemporània de pírcing corporal està feta de materials d'implant quirúrgic, de manera que, amb una cura adequada durant la fase de curació i una bona higiene, això és rar.
La pressió mal dirigida, especialment la pressió causada pel pírcing superficial, el pírcing al melic i el pírcing a la cella, sovint produeixen la migració. Una joieria adequada i personalitzada pot reduir el risc de migració associada a aquests pírcings, tot i que no pot eliminar-la. Aquest tipus de migració s'acompanya de vegades de rebuig a causa del drenatge inadequat a causa de la longitud de la perforació, ja que el teixit mort s'acumula a la fístula sanejada.

## Taxa de rebuig
La «taxa de rebuig» és un terme utilitzat per la indústria del pírcing. S'aplica a la possibilitat que el cos rebutgi el pírcing. Aquesta és la reacció natural d'un cos a la inserció d'un objecte estrany a la pell. Aquest comportament es pot veure amb altres objectes com resquills, abrasions o infeccions. Amb pírcings superficials més propers a la superfície de la pell, la tendència al rebuig és més gran, ja que al cos li és més fàcil rebutjar les joies.
Els pírcings superficials, com ara el pírcing al melic, pírcing Christina, pírcing a la cella, o el pírcing al clatell, tendeixen a tenir una taxa de rebuig més alta que les perforacions que passen per una zona més profunda de la carn o tenen forats al costat oposat.